# ماذا سيحدث الآن (فلم)
ماذا سيحدث الآن؟ (بالتركية: Ne Olacak Şimdi) هو فيلم كوميدي تركي، أُصدِرَ عام 1979، من إخراج عاطف يلماظ وكاتب السيناريو صادق هندل.

## الممثلون
- Levent Kırca - أورهان
- Perran Kutman - نوران
- نيفرا سيريزلي - Ozden
- Şener Şen - صقر
- عديلة أوزكان إنجة - أم أورهان
- سليم ناش - والد أورهان
- Neriman Köksal - Betül
- بولنت كاياباس - رفعت ("ريفي")

## روابط خارجية
- مقالات تستعمل روابط فنية بلا صلة مع ويكي بيانات